# Sunningdale
Sunningdale – wieś w Anglii, w hrabstwie ceremonialnym Berkshire, w dystrykcie (unitary authority) Windsor and Maidenhead. Leży 25 km na wschód od centrum miasta Reading i 37 km na zachód od centrum Londynu.